# Neoplasta excavata
Neoplasta excavata är en tvåvingeart som beskrevs av Collin 1933. Neoplasta excavata ingår i släktet Neoplasta och familjen dansflugor. Inga underarter finns listade i Catalogue of Life.